# Nicola De Buono
Nicola De Buono (Addis Abeba, 25 dicembre 1940) è un attore italiano.

## Biografia
Nato in Etiopia, alla fine dell'influenza italiana seguì la famiglia, che rientrò in Italia a Mantova, città natale della madre.  Negli anni della scuola superiore, studiando ragioneria, iniziò a recitare presso l'Accademia Teatrale Francesco Campogalliani.  Raggiunse poi Milano frequentando la scuola del Piccolo Teatro di Milano.
Ha lavorato in teatro e televisione con Dario Fo  e Franca Rame dal 1975 al 1999. Inoltre è stato primo attore in alcune commedie con i registi Lamberto Puggelli, Krzysztof Zanussi e Umberto Simonetta. Il suo ruolo di maggior prestigio è l'interpretazione dell'antagonista comico di Andrea Roncato nella serie tv Don Tonino e l'onorevole Pernove nella serie Casa Vianello che poi diventa amico di Raimondo. Ha lavorato anche al cinema in vari film.

## Filmografia parziale

### Cinema
- Storie di vita e malavita, regia di Carlo Lizzani (1975)
- Il bisbetico domato, regia di Castellano e Pipolo (1980)
- Segni particolari: bellissimo, regia di Castellano e Pipolo (1983)
- Grandi magazzini, regia di Castellano e Pipolo (1986)
- I cammelli, regia di Giuseppe Bertolucci (1988)
- Anni 90, regia di Castellano e Pipolo (1992)
- La bionda, regia di Sergio Rubini (1993)
- Piccola storia di un grande amore, regia di Massimiliano Zanin (2010)

### Televisione
- Il superspia, regia di Eros Macchi – miniserie TV (1977)
- Nonno Felice – serie TV (1992)
- Don Tonino – serie TV (1987-1990)
- Casa Vianello – serie TV (1990; 1996-2002; 2007)
- Norma e Felice  - serie tv (1995-1996)
- Io e la mamma – serie TV (1996-1998)
- Due per tre – serie TV, 1 episodio (1999)
- Vivere – soap-opera (2003)
- L'uomo dell'argine, regia di Gilberto Squizzato (2003)
- Papa Achille Ratti, regia di Manuela Rizzotto (2006)
- Sacri vasi, regia di Manuela Rizzotto (2007)

### Prosa televisiva
- I burosauri di Silvano Ambrogi, regia di Ruggero Jacobbi, trasmessa il 17 giugno 1964.

## Teatro
- 1963: Edipo re regia di Katina Paxinou e Alex Minotis
- 1963: L'annaspo con Edda Albertini, regia di Virginio Puecher
- 1964: La commedia degli Zanni, regia di Giovanni Poli
- 1965: E per compir la pari, giù botte ai Popolari di Sandro Fontana, regia di Mina Mezzadri
- 1966: Il caso Matteotti, regia di Edmo Fenoglio
- 1967: Pop a tempo di beat, attor giovane nell'ultima rivista di Erminio Macario
- 1975 - 1999: Ciclo di spettacoli con Dario Fo e Franca Rame:
  - La mariuana della mamma
  - Non si paga
  - Fanfani rapito
  - VII, ruba un po' meno
  - Isabella, tre caravelle e un cacciaballe
  - Zitti, stiamo precipitando
  - Coppia aperta
  - Clacson, trombette e pernacchi
  - L'opera dello sghignazzo
  - Il ratto della Francesca
  - Il diavolo con le zinne
- 1979: Fede,Speranza e Carità,  coprotagonista Orwatt, con Ivana Monti, regia di Umberto Puggelli
- 1982: Il mattatoio di Sławomir Mrożek, regia di Krzystof Zanussi
- 1984: Alcune domande di matrimonio di Vasilij Suksin, regia di Umberto Simonetta
- 1988: La ragazza di campagna con Carlo Hintermann e Massimo Foschi, regia di Orazio Costa
- 2000 - 2008: Attori si nasce, disoccupati si diventa, interprete e autore
- 2003: Senza rete, composto per l'Arlecchino d'oro di Mantova e Festival Letteratura di Como
- 2004: Baldus, per Festival Letteratura di Mantova
- 2006: La favola di Orfeo, regia di Gianfranco De Bosio
- 2008: La zattera di Vesalio, di Giorgio Celli
- 2008: Luna e lunatici, di Nicola De Buono.
- 2009: Lunedì riposo?, di Giorgio Celli
- 2010: Luna e lunatici, di Nicola De Buono, con Maddalena Corvaglia

## Programmi televisivi
- Settevoci (1967)
- Test - Gioco per conoscersi (1982)
- Drive-in (1983)